# Donald Thomson
Donald Finlay Fergusson Thomson (Melbourne, 26 giugno 1901 – 12 maggio 1970) è stato un antropologo e ornitologo australiano, noto per avere stabilito dei rapporti di mutua confidenza e di amicizia con le popolazioni aborigene, in particolare con gli Yolngu del Territorio del Nord.

## Alcune opere
- Thomsom D. and Peterson N., Donald Thomson in Arnhem Land, Melbourne, Miegunyah Press, 2006,  pp. 249 pp., ISBN 0-522-85205-X.